# Loner
Loner – trzeci singel promujący album 13 oraz koncertowy album Live... Gathered in Their Masses angielskiego zespołu heavymetalowego Black Sabbath.

## Lista utworów
| 1. | "Loner" (Studio Version) | 5:00  |
|    |                          |       |
| 2. | "Loner" (Live Version)   | 4:58  |
|    |                          |       |
|    |                          | 09:58 |
|    |                          |       |

## Notowania
| Lista                              | Pozycja |
| ---------------------------------- | ------- |
| Turbo Top                          | 2       |
| UWUEMKA                            | 2       |
| Lista Przebojów Programu Trzeciego | 7       |
| Aferzasta Lista Przebojów          | 7       |